# NGC 3599
NGC 3599 (другие обозначения — UGC 6281, MCG 3-29-15, ZWG 96.15, PGC 34326) — линзообразная галактика (S0) в созвездии Лев.
Этот объект входит в число перечисленных в оригинальной редакции «Нового общего каталога».
Галактика NGC 3599 входит в состав группы галактик NGC 3607. Помимо NGC 3599 в группу также входят ещё 9 галактик.
NGC 3599, возможно, испытала приливное разрушение. Галактика неактивна в оптическом диапазоне, но в её ядре происходит рентгеновская вспышка.